# Galina Pilyushenko
Galina Pilyushenko est une ancienne fondeuse soviétique.

## Palmarès

### Championnats du monde
| Épreuve / Édition | Vysoke Tatry 1970 |
| 5 km              | Argent            |
| 10 km             | 6e                |